# Murton Grange
Murton Grange är en by i civil parish Hawnby, i kommunen North Yorkshire, i grevskapet North Yorkshire, i England. Byn är belägen 12 km från Thirsk. Murton/Murton Grange var en civil parish 1858–1986 när blev den en del av Hawnby. Civil parish hade 16 invånare år 1971. Byn nämndes i Domedagsboken (Domesday Book) år 1086, och kallades då Mortun.